# Ерик XII Шведски
Ерик XII (шведски: Erik Magnusson; 1339-21. јун 1359) је био шведски противкраљ од 1356. до 1359. године.

## Биографија
Ерик је био син Магнуса IV Шведског и Бланке од Намура. Био је ожењен Беатриче од Баварије, ћерком Лудвига IV Баварског. Године 1343. Ерик и његов брат Хакон проглашени су за престолонаследнике Шведске и Норвешке. Ерик је тада имао свега четири године. Хакон је на престо дошао 1355. године. Уз подршку папе Иноћентија VI и данског краља Валдемара IV, Ерик је 1356. године подигао побуну против свога оца. Његове снаге су 1357. године присилиле Магнуса да подели земљу са сином. Ерик је овладао јужном Шведском и Финском. Шведска је поново уједињена 1359. године када се Магнус измирио са сином. Ерик је, међутим, умро неколико месеци касније. Убрзо након Ерикове смрти умрла је и његова жена Беатриче.